# Бюльбюль малавійський
Бюльбю́ль малавійський (Arizelocichla olivaceiceps) — вид горобцеподібних птахів родини бюльбюлевих (Pycnonotidae). Мешкає в Танзанії, Малаві і Мозамбіку. Раніше вважався підвидом смугастощокого бюльбюля.

## Поширення і екологія
Малавійські бюльбюлі живуть в гірських тропічних лісах.